# Libourne
Libourne je francouzské město v departementu Gironde v regionu Nová Akvitánie. V roce 2009 zde žilo 23 830 obyvatel. Je centrem arrondissementu Libourne a kantonu Libourne.